# 王曾瑜
王曾瑜（1939年6月8日—），上海人，中国社会科学院历史研究所研究员，中国社会科学院荣誉学部委员，曾任中国社会科学院历史研究所学术委员、中国宋史研究会会长。1962年毕业于北京大学历史系。研究方向为宋史。